# Divizia 6 Infanterie (1941-1945)
Divizia 6 Infanterie a fost o mare unitate de nivel tactic a Armatei României, care a luat luptat în Al Doilea Război Mondial. A luat parte la luptele din Basarabia și la operațiunea de cucerire a Odesei din 1941. Este, de asemenea, una dintre marile unități ale Armatei Românie rămase în încercuire la nord-vest de Stalingrad în cadrul Grupării „Lascăr” (Diviziile 5, 6 și 15 Infanterie, împreună cu părți din Diviziile 13 și 14 Infanterie). Ulterior, a luptat la apărarea nordului Moldovei, la recuperarea Transilvaniei și la luptele din Ungaria, în 1944, precum și la luptele din Slovacia și Cehia, în 1945.
Ordinea de bătaie a unității a fost următoarea:
- Comandantul Diviziei 6 Infanterie:

- generalul de brigadă Romulus Ioanovici 3 iunie 1941 – 10 septembrie 1941
- generalul de brigadă Vintilă Davidescu 11 septembrie 1941 – 10 februarie 1942
- generalul de brigadă Traian Stănescu 11 februarie 1942 – 10 martie 1942
- generalul de brigadă Mihail Lascăr (general de divizie din 25 octombrie 1942) 11 martie 1942 – 30 noiembrie 1942
- generalul de brigadă Gheorghe R. Gheorghiu 20 martie 1943 – 20 septembrie 1944
- generalul de brigadă Ștefan Balaban 21 septembrie 1944 – 12 octombrie 1944
- generalul de brigadă Alexandru Dumitrescu 13 octombrie 1944 – 25 octombrie 1944
- generalul de brigadă Gheorghe Marinescu 16 octombrie 1944 – 28 martie 1945
- generalul de divizie Gheorghe R. Gheorghiu 26 octombrie 1944 – 28 octombrie 1944
- generalul de brigadă Ion Spirea 29 octombrie 1944 – 9 noiembrie 1944
- generalul de brigadă Mihail Corbuleanu 10 noiembrie 1944 – 15 decembrie 1944
- generalul de brigadă Nicolae Hrisafi 29 martie 1945 – 7 aprilie 1945
- generalul de brigadă Ioan Dimulescu 8 aprilie 1945 – 12 mai 1945

- Brigada 6 Infanterie
  - Regimentul 10 Infanterie Putna
  - Regimentul 15 Infanterie „Războieni”
  - Regimentul 27 Infanterie Bacău
- Brigada 6 Artilerie (până în septembrie 1944)
  - Regimentul 11 Artilerie
  - Regimentul 16 Artilerie
- Compania 6 Transmisiuni (până în 1943)

- Compania 81 Transmisiuni (din 1943)

- Compania 6 Poliție (până în 1943)

- Compania 81 Poliție (din 1943)

- Grupul 6 Cercetare
- Bateria 6 AC (anti-car)
- Compania 6 A.A. (artilerie antiaeriană)
- Batalionul 6 Pioneri (până în 1943)

- Batalion 81 Pioneri (din 1943 până în octombrie 1944)

- Compania 81 Pioneri (din octombrie 1944)

- Grupul ? Servicii

Pe rând, a fost parte din:
- iunie-iulie 41: Corpul XI Armată german⁠(de)[traduceți]: Basarabia, Ucraina
- august 1941: Corpul IV Armată (Ucraina – Odesa)
- septembrie-octombrie 1941: Corpul III Armată (Ucraina – Odesa)
- ?: Corpul I Armată (Ucraina – Odesa)
- octombrie 1941: Corpul XI Armată (Ucraina – Odesa)
- noiembrie 1942: Corpul V Armată (Cotul Donului)
- noiembrie 1942: Corpul II Armată (Cotul Donului)
- mai-august 1944: Corpul I Armată (România, nordul Moldovei)
- 1944-1945: Corpul VI Armată (Transilvania, Ungaria, Slovacia, Cehia)
- 1945: Corpul 51 Armată sovietic (Cehia)
- 1945: Corpul VI Armată (Cehia)